# Perigea secorva
Perigea secorva är en fjärilsart som beskrevs av Schaus sensu Draudt 1925. Perigea secorva ingår i släktet Perigea och familjen nattflyn. Inga underarter finns listade i Catalogue of Life.